# Хендрикс, Джони
Джони Хендрикс (англ. Johny Hendricks, род. 12 сентября 1983 года, Эйда, Оклахома, США) — американский боец смешанного стиля, выступавший под эгидой UFC в полусредней весовой категории, и бывший коллегиальный борец. Является бывшим чемпионом UFC в полусреднем весе. По состоянию на сентябрь 2015 года он находился на четырнадцатой строчке официального рейтинга UFC среди лучших бойцов независимо от весовой категории, и на первой (после чемпиона Робби Лоулера) строчке в полусреднем весе. Согласно рейтингу Sherdog, Хендрикс занимал вторую строчку в полусреднем весе и десятую в списке лучших бойцов вне зависимости от весовой категории.

## Титулы и достижения

### Смешанные единоборства
- Ultimate Fighting Championship
  - Чемпион UFC в полусреднем весе (один раз)
  - Обладатель премии «Лучший нокаут вечера» (три раза) против Ти Джея Уолдбергера, Джона Фитча, Мартина Кампманна
  - Обладатель премии «Лучший бой вечера» (три раза) против Карлоса Кондита, Жоржа Сен-Пьера, Робби Лоулера на UFC 171
  - Обладатель премии «Лучший бой года» (2014) против Робби Лоулера на UFC 171

- World Extreme Cagefighting
  - Обладатель премии «Лучший бой вечера» (один раз) против Алекса Сердюкова

- MMAFighting.com
  - Лучший бой года (2014) за бой против Робби Лоулера на UFC 171[5]

- Sherdog
  - Лучший бой года (2014) за бой против Робби Лоулера на UFC 171[6]

- MMAJunkie.com
  - Лучший бой месяца (март 2014) за бой против Робби Лоулера на UFC 171[7]

- Bleacher Report
  - Лучший бой года (2014) за бой против Робби Лоулера на UFC 171[8]

- Wrestling Observer Newsletter awards
  - Лучший бой года (2014) за бой против Робби Лоулера на UFC 171[9]

## Статистика
| Боёв 26  | Побед 18 | Поражений 8 |
| -------- | -------- | ----------- |
| Нокаутом | 8        | 3           |
| Сдачей   | 1        | 0           |
| Решением | 9        | 5           |

| Результат | Рекорд | Соперник           | Способ                                          | Турнир                                  | Дата             | Раунд | Время | Место                   | Примечание                                                                                               |
| --------- | ------ | ------------------ | ----------------------------------------------- | --------------------------------------- | ---------------- | ----- | ----- | ----------------------- | --- |
| Поражение | 18-8   | Паулу Коста        | Технический нокаут (удары)                      | UFC 217                                 | 5 ноября 2017    | 2     | 1:23  | Нью-Йорк, США           | |
| Поражение | 18-7   | Тим Боуч           | Технический нокаут (хэд кик и добивание)        | UFC Fight Night: Chiesa vs Lee          | 25 июня 2017     | 2     | 0:46  | Оклахома, США           | |
| Победа    | 18-6   | Эктор Ломбард      | Единогласное решение                            | UFC Fight Night: Lewis vs. Browne       | 19 февраля 2017  | 3     | 5:00  | Новая Шотландия, Канада | Дебют в среднем весе                                                                                     |
| Поражение | 17-6   | Нил Магни          | Единогласное решение                            | UFC 207                                 | 30 декабря 2016  | 3     | 5:00  | Лас-Вегас, США          | Хендрикс не уложился в вес (173.5 фунтов)                                                                |
| Поражение | 17-5   | Келвин Гастелум    | Единогласное решение                            | UFC 200                                 | 9 июня 2016      | 3     | 5:00  | Лас-Вегас, США          | Хендрикс не уложился в вес (171.25 фунтов)                                                               |
| Поражение | 17-4   | Стивен Томпсон     | Технический нокаут (удары)                      | UFC Fight Night: Hendricks vs. Thompson | 6 февраля 2016   | 1     | 3:31  | Лас-Вегас, США          | |
| Победа    | 17-3   | Мэтт Браун         | Единогласное решение                            | UFC 185                                 | 14 марта 2015    | 3     | 3:00  | Даллас, США             | |
| Поражение | 16-3   | Робби Лоулер       | Раздельное решение                              | UFC 181                                 | 6 декабря 2014   | 5     | 5:00  | Лас-Вегас, США          | Утратил титул чемпиона UFC в полусреднем весе.                                                           |
| Победа    | 16-2   | Робби Лоулер       | Единогласное решение                            | UFC 171                                 | 15 марта 2014    | 5     | 5:00  | Даллас, США             | Завоевал вакантный титул чемпиона UFC в полусреднем весе. «Лучший бой вечера». «Лучший бой года» (2014). |
| Поражение | 15-2   | Жорж Сен-Пьер      | Раздельное решение                              | UFC 167                                 | 16 ноября 2013   | 5     | 5:00  | Лас-Вегас, США          | Бой за титул чемпиона UFC в полусреднем весе. «Лучший бой вечера».                                       |
| Победа    | 15-1   | Карлос Кондит      | Единогласное решение                            | UFC 158                                 | 16 марта 2013    | 3     | 5:00  | Монреаль, Канада        | Бой за статус претендента на титул чемпиона UFC в полусреднем весе. «Лучший бой вечера».                 |
| Победа    | 14-1   | Мартин Кампманн    | Нокаут (удар)                                   | UFC 154                                 | 17 ноября 2012   | 1     | 0:46  | Монреаль, Канада        | «Лучший нокаут вечера».                                                                                  |
| Победа    | 13-1   | Джош Косчек        | Раздельное решение                              | UFC on Fox: Diaz vs. Miller             | 5 мая 2012       | 3     | 5:00  | Ист-Ратерфорд, США      | |
| Победа    | 12-1   | Джон Фитч          | Нокаут (удар)                                   | UFC 141                                 | 30 декабря 2011  | 1     | 0:12  | Лас-Вегас, США          | «Лучший нокаут вечера».                                                                                  |
| Победа    | 11-1   | Майк Пирс          | Раздельное решение                              | UFC 133                                 | 6 августа 2011   | 3     | 5:00  | Филадельфия, США        | |
| Победа    | 10-1   | Ти Джей Уолдбергер | Технический нокаут (удары)                      | UFC Fight Night: Nogueira vs. Davis     | 26 марта 2011    | 1     | 1:35  | Сиэтл, США              | Л«учший нокаут вечера».                                                                                  |
| Поражение | 9-1    | Рик Стори          | Единогласное решение                            | The Ultimate Fighter 12 Finale          | 4 декабря 2010   | 3     | 5:00  | Лас-Вегас, США          | |
| Победа    | 9-0    | Чарли Бреннеман    | Технический нокаут (удары)                      | UFC 117                                 | 7 августа 2010   | 2     | 0:40  | Окленд, США             | |
| Победа    | 8-0    | Ти Джей Грант      | Решение большинства                             | UFC 113                                 | 8 мая 2010       | 3     | 5:00  | Монреаль, Канада        | |
| Победа    | 7-0    | Рикарду Фунш       | Единогласное решение                            | UFC 107                                 | 12 декабря 2009  | 3     | 5:00  | Мемфис, США             | |
| Победа    | 6-0    | Амир Садоллах      | Технический нокаут (удары)                      | UFC 101                                 | 8 августа 2009   | 1     | 0:29  | Филадельфия, США        | |
| Победа    | 5-0    | Алекс Сердюков     | Единогласное решение                            | WEC 39                                  | 1 марта 2009     | 3     | 5:00  | Корпус-Кристи, США      | «Лучший бой вечера».                                                                                     |
| Победа    | 4-0    | Джастин Хаскинс    | Технический нокаут (удары)                      | WEC 37                                  | 3 декабря 2008   | 2     | 0:43  | Лас-Вегас, США          | |
| Победа    | 3-0    | Ричард Гэмбл       | Удушающий приём (треугольником через руку)      | Xtreme Fighting League                  | 15 марта 2008    | 1     | 1:45  | Талса, США              | |
| Победа    | 2-0    | Спенсер Каули      | Нокаут (удары)                                  | HRP - Fight Night                       | 16 ноября 2007   | 2     | 0:35  | Талса, США              | |
| Победа    | 1-0    | Виктор Раклифф     | Технический нокаут (остановка по решению врача) | MOTC 16                                 | 28 сентября 2007 | 3     | 1:45  | Оклахома-Сити, США      | |